# Курашево
Курашево (пол. Kuraszewo) — деревня в Хайнувском повете Подляского воеводства Польши. Входит в состав гмины Чиже. Находится примерно в 11 км к северо-западу от центра города Хайнувка. По данным переписи 2011 года, в деревне проживало 305 человек Через деревню протекает река Локница.

## История
Деревня была основана до 1570-х годов. В 1775 году в ней было 68 домов и проживало 298 человек. В 1868 году в деревне была построена церковь.
Во время Первой мировой войны, спасаясь от немецких войск, многие жители покинули деревню. В 1927 году вследствие пожара в Западной части деревни сгорело 42 здания. С сентября 1939 года территория была оккупирована советскими войсками, а с 1941 — немецкими.
В 1971 году из Хайнувки в деревню начал ходить автобус.

## Галерея

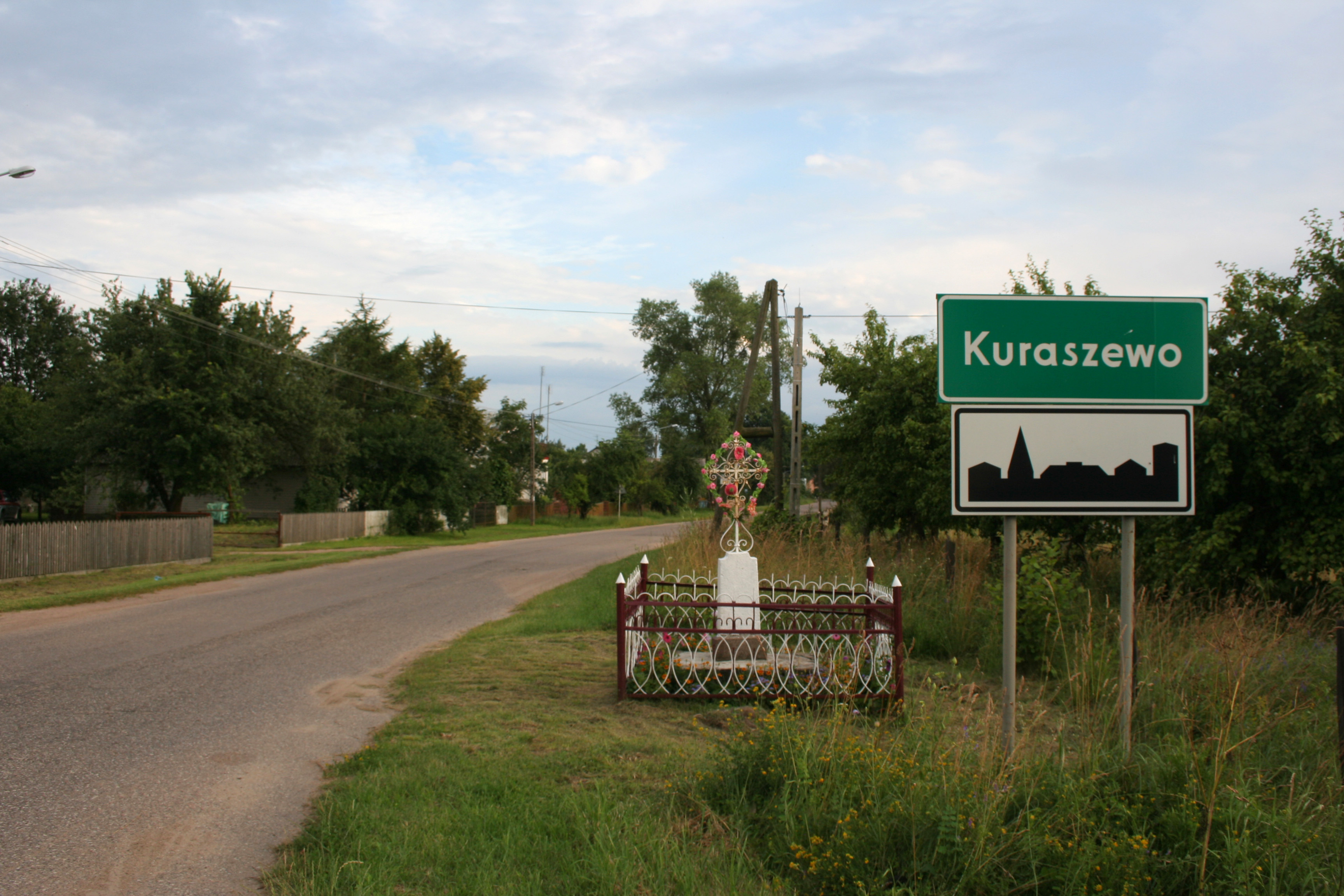
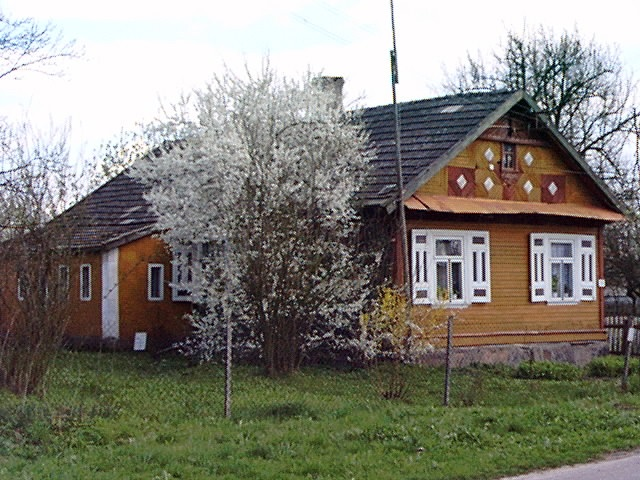

## Достопримечательности
- Церковь св. Антонио Печорского[пол.]